# آلبرتو برتوکچلی
آلبرتو برتوکچلی (به ایتالیایی: Alberto Bertuccelli) بازیکن فوتبال و اهل ایتالیا است که از سال ۱۹۴۹ میلادی عضو تیم ملی فوتبال ایتالیا بوده و در ۶ بازی ملی حضور داشته‌است. او در بازی‌های ملی‌اش گلی به ثمر نرساند.
آلبرتو برتوکچلی آخرین بازی ملی خود را در سال ۱۹۵۲ میلادی انجام داد.